# 城南高等学校 (三重県)
城南高等学校（じょうなんこうとうがっこう）とは、三重県亀山市にあった学校法人日本学院が経営していた私立の高等学校である。

## 概要
ベビーブーム世代の高校進学を見込んで1963年（昭和38年）に開校したが、生徒が集まらずわずか7年後の1970年（昭和45年）に廃校された。1966年（昭和41年）には滋賀県にも志賀分校を開設したが1973年（昭和48年）に募集停止。1975年（昭和50年）に閉鎖となった。
廃校後、校地には徳風高等学校が建った。また、志賀分校跡地には滋賀県立水口東高等学校が建っている。